# Église Saint-Félix de Nantes
L'église Saint-Félix est une église de Nantes, située dans le quartier Hauts-Pavés - Saint-Félix. Elle est dédiée à Félix de Nantes, évêque de Nantes au Ve siècle.

## Historique
Avant sa création, l'actuelle paroisse Saint-Félix faisait partie du village de Barbin, s'étendant de la route de Rennes (actuelle rue Paul-Bellamy) jusqu'au Loquidy, et appartenant à la paroisse Saint-Similien.

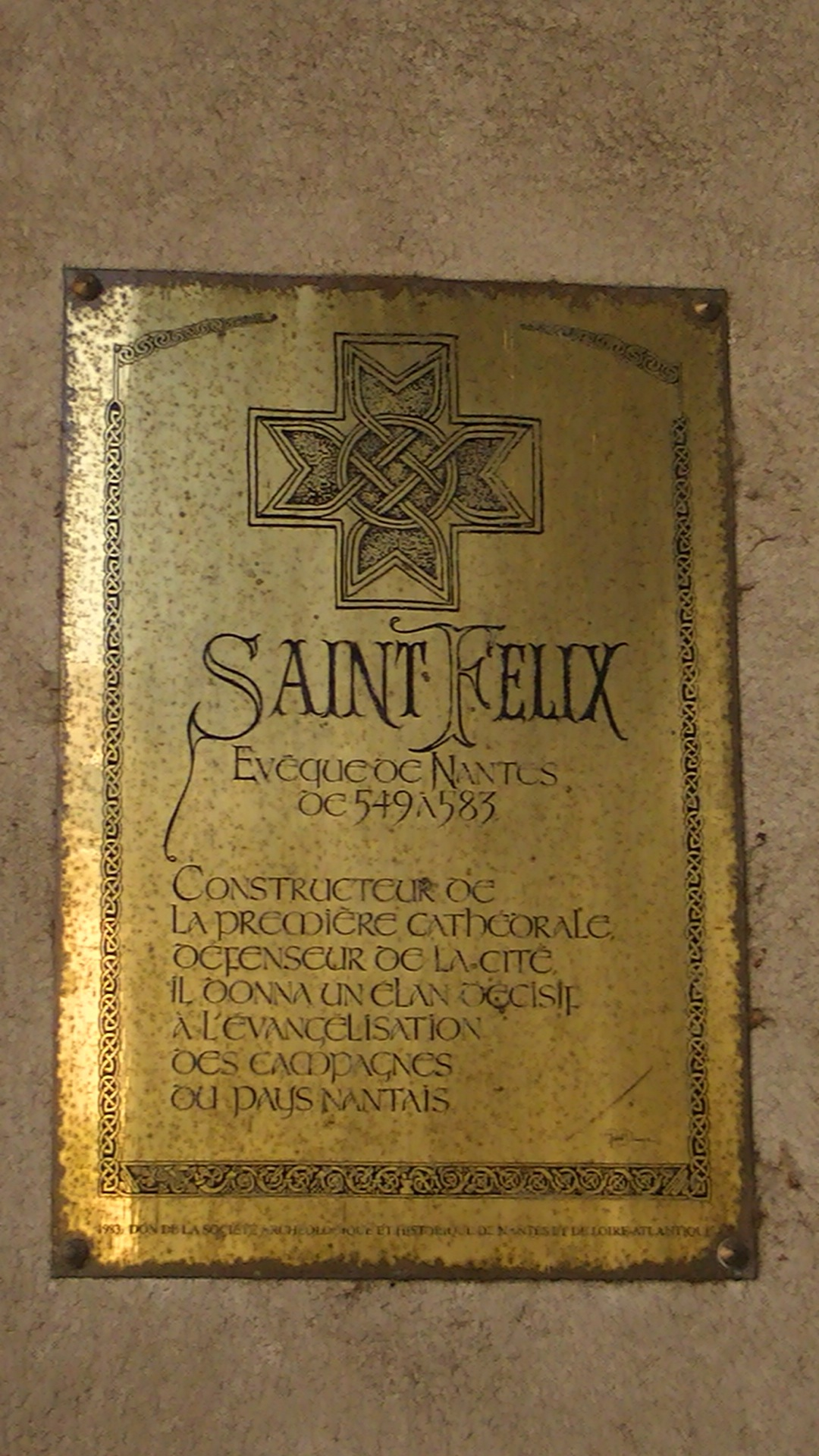

L'église est construite à partir d'août 1843 sur un terrain bordant le château de la Haute-Forêt, selon les plans de l'architecte Charles de Raimond (1813-1872). Le monument, d'abord de dimensions modestes et entouré d'arbres, est de style néogothique. Une fois achevée, la petite église rurale s'élève alors au-dessus des coteaux de l'Erdre. Elle est consacrée par Monseigneur Jean-François de Hercé le 25 février 1844. La voûte n'est alors toutefois pas totalement terminée et le sol n'est pas dallé.
Avec l'abbé Vrignaud, vicaire général, la paroisse Saint-Félix qui inclut La Jonelière en s'étendant jusqu'au Pont du Cens sur la route de Rennes, est érigée à la suite de la consécration de l'église le 25 février 1844. C'est l'abbé François Bruneau (1807-1866) qui est le premier titulaire de la cure. Son nom a été donné à une rue proche de l'église.
En 1856, le ministère de l'Intérieur offre à la paroisse un tableau de Luc-Olivier Merson représentant Saint Félix convertissant les Saxons. On ajoute deux ailes au bâtiment du XIXe siècle. L'église est agrandie autour de 1950 et consacrée le 20 juin 1953. L'ensemble des vitraux sont des œuvres de Gabriel Loire.

### Les curés
- 1960-1968 : abbé Michel Viot
- abbé François-Xavier Henry

## Orgues
Les grandes orgues de l'église Saint-Félix datent de 1954 et ont été inaugurées par Maurice Duruflé. Elles ont ensuite été restaurées par le facteur d'orgues Denis Lacorre en 2008.